# 다니엘 휘트비

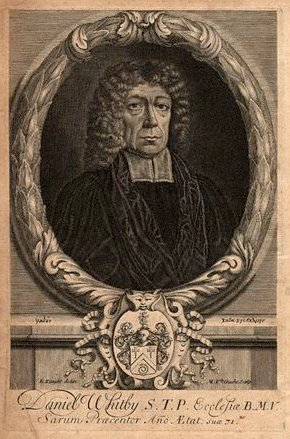
다니엘 휘트비 초상화

다니엘 휘트비 ( Daniel Whitby, 1638년 - 1726년)는 논쟁이 많았던 영국의 신학자이며 성경 주석가이다. 영국의 국교회의 아르미니우스주의 성직자로 매우 강한 반칼빈주의자였다. 나중에는 유니테리언주의의 경향을 보이기도 하였다.

## 신학
그는 언약신학을 반대하였는 데, 그것이 사람의 자유를 법적인 계약으로 제한하기 때문이라고 주장하였다. 그리고, 언약신학이 성경에 나와 있다는 것을 부정하였으며, 그것은 단순히 가설에 불과하다고 주장하였다.

## 저서
- 개신교 화해자 ( The Protestant Reconciler) (1638) 국교파와 비국교파 간의 화해를 도모하는 글
- 신약성경의 석의 및 해설 : 아르미니우스주의 강해서
- 기독교 계시의 필요와 유용 (1705)
- 5대교리 강론(1710)
- 휘트비의 5대 교리 : 조너선 에드워즈가 <의지의 자유>에서 논했던 작품.[2]

## 같이 보기
- 공인본문

1. ↑  Miller, Perry (1949). 《Jonathan Edwards》. 114-115쪽.
2. ↑  Edwards, Jonathan, 1703-1758, (2017). 《Chayu ŭiji》. Sŏul T'ŭkpyŏlsi: Holy WavePlus. 38쪽. ISBN 979-11-6129-010-2.